# Fuchū
|  | Aquest article tracta sobre la localitat de la prefectura de Hiroshima. Vegeu-ne altres significats a «Fuchū (Tòquio)». |

Fuchū (府中市, Fuchū-shi) és una ciutat de la prefectura d'Hiroshima, al Japó. L'abril de 2016 tenia una població estimada de 41.102 habitants. Té una àrea total de 195,71 km².
Fuchū fou fundada el 31 de març de 1954. L'1 d'abril de 2004, el poble de Jōge del districte de Kōnu fou annexat a Fuchū. Està situada al centre-est de la prefectura de Hiroshima, i el riu Gōnokawa creua el municipi pel sud-oest. La línia Fukuen de ferrocarrils recorre la ciutat seguint el riu.